# Musée de la Résistance et de la Déportation de Limoges
Pour les articles homonymes, voir Musée de la Résistance et de la Déportation.
Le musée de la Résistance de Limoges (nom officiel depuis 2012, remplaçant l'ancienne appellation de Musée de la Résistance et de la Déportation Henri-Chadourne), est un musée municipal de la ville de Limoges,.
Complètement réaménagé entre 2009 et 2012, une superficie de 1 200 m2 environ a été ajoutée dans le cadre d'une volonté politique de rénovation des musées de la ville, cet espace propose des collections permanentes consacrées à l'histoire de la Résistance, de l'Occupation et de la déportation en Limousin, durant la seconde guerre mondiale, une salle d'expositions temporaires, une salle pédagogique et un centre de documentation.
Il est localisé dans l'ancien couvent des Sœurs de la Providence, construit à partir du XVIIe siècle, puis au XVIIIe siècle, par Joseph Brousseau, dans le quartier de la Cité, au pied de la cathédrale Saint-Étienne.